# Марзеев, Александр Никитович
Александр Никитович Марзеев (6 апреля 1883, Нижний Новгород — 1 февраля 1956, Киев) — советский учёный-гигиенист, академик Академии медицинских наук СССР (1944), доктор медицинских наук (1935), профессор (1940), Заслуженный деятель науки УССР (1935).

## Биография
Родился 6 апреля 1883 года в Нижнем Новгороде. В 1911 году окончил медицинский факультет Московского университета, совершенствовал знания в лаборатории В. Г. Хлопина.
В 1909—1914 годах работал в земской медицине в городе Верхнеднепровск, а 1918—1921 годах в Мариупольском уезде.
В 1922—1934 годах заведовал санитарно-эпидемиологическим отделом Наркомздрава УССР. При нём в 1927 году созданы первые санитарно-эпидемиологические станции. В течение 10 лет (1931—1941) возглавлял созданный по его инициативе Украинский (Харьков) научно-исследовательский институт коммунальной гигиены, одновременно заведовал кафедрой гигиены Украинского (Харьков) института усовершенствования врачей (1930—1941) и кафедрой коммунальной гигиены Харьковского медицинского института (1934—1941). В 1941—1944 годах — научный руководитель и заведующий санитарно-гигиеническим отделом Казахского института эпидемиологии и микробиологии, заведующий кафедрой эпидемиологии Алма-Атинского медицинского института. С 1944 по 1956 год — директор Киевского научно-исследовательского института коммунальной гигиены, заведующий кафедрой коммунальной гигиены Киевского государственного института усовершенствования врачей (до 1946 года) и Киевского медицинского института (до 1956 года). Умер 1 февраля 1956 года. Похоронен в Киеве на Лукьяновском кладбище.

## Научная деятельность
Автор более 130 научных работ по различным проблемам коммунальной гигиены, в том числе первого учебника по коммунальной гигиене (1951). Первым в СССР начал изучение загрязнения атмосферы воздуха. Проведенное им изучение водоемов Донбасса было положено в основу генеральной схемы его водоснабжения и канализования. На основе разработанных им рекомендаций осуществлялась реконструкция и строительство сел, гидротехнических сооружений на Днепре и другое.

## Награды и память
Имел правительственные награды. Его имя присвоено Киевскому научно-исследовательскому институту общей и коммунальной гигиены перед зданием которого в 2001 году ему установлен памятник.

## Ссылка
- История санитарной службы России
- www.nbuv.gov.ua
- ОЛ